# Lucien Degeorges
Lucien Degeorges est un footballeur français né le 25 février 1942 à Annecy (Haute-Savoie).
Formé à Annecy, Lucien Degeorges a été recruté par l'Olympique lyonnais en 1960.
Evoluant comme demi, ce joueur de petit gabarit (1,69 m pour 66 kg) a joué les trois finales de Coupe de France du club rhodanien. Il a été finaliste en 1963 mais vainqueur en 1964 et 1967.
Il a disputé 242 matchs en Division 1 et a inscrit 9 buts toutes compétitions confondues avec Lyon.
Il a également été champion de la coupe du monde militaire avec l’Équipe de France militaire, en 1964

## Biographie

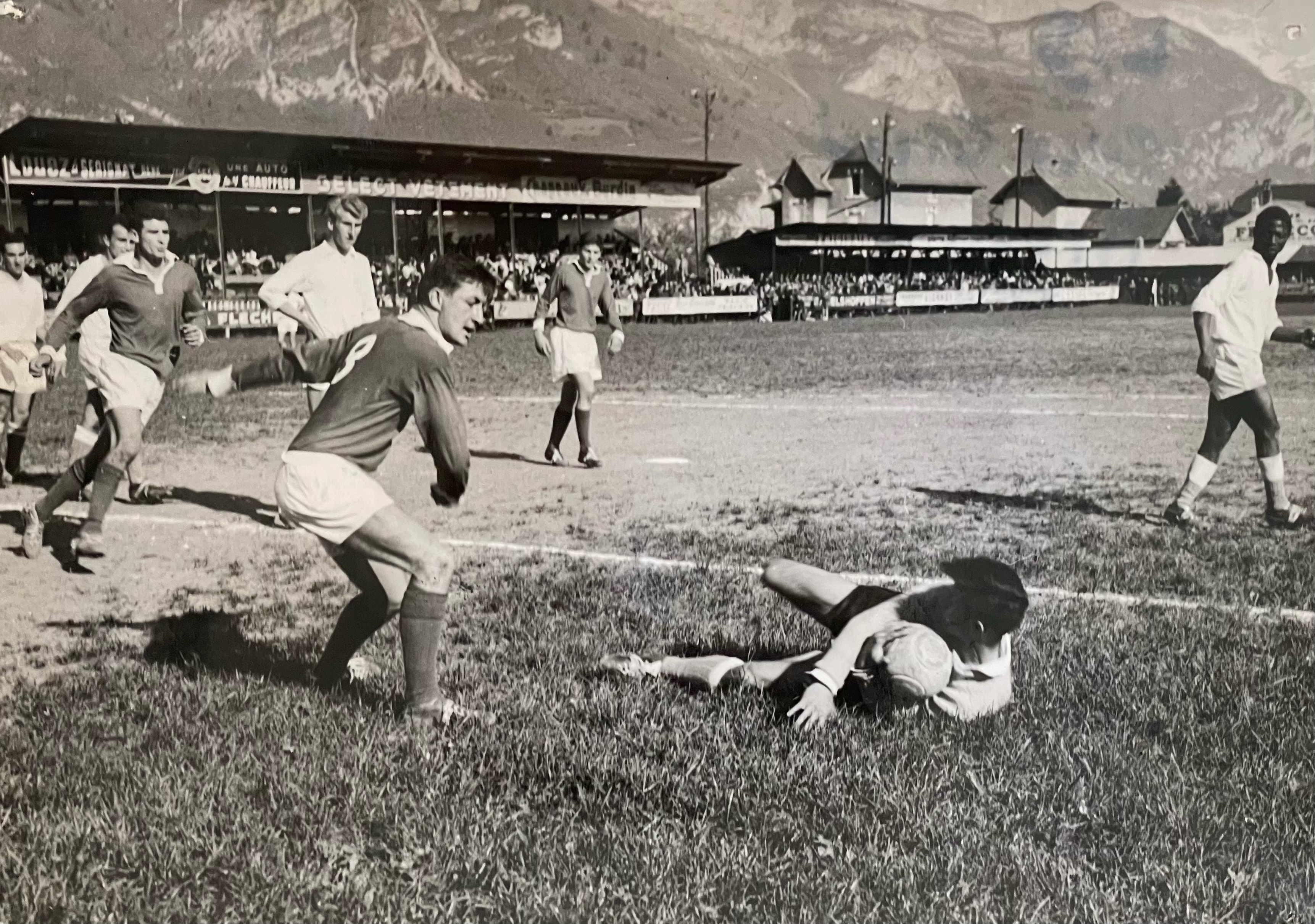
Lucien Degeorges pendant le match FC Annecy - OM réserve (CFA)

Formé à Annecy de 1955 (entraineur Lucien Leduc) à 1958. Sélectionné cadet du Lyonnais et dispute 3 matchs avec l'équipe première du FC Annecy (CFA) avec un double surclassement notamment contre l'OM (réserve), La Voulte et Draguignan. Son rayonnement sur les terrains ne passa pas inaperçu des recruteurs de la Ligue, notamment du recruteur lyonnais Tamini et signe à l'Olympique lyonnais en septembre 1959 pour effectuer ses études.
A 17 ans, il joue une saison en CFA avec la réserve de l'OL, et en août 1960, il joue son premier match en équipe première contre Reims. Il va jouer 33 matchs en Division 1 en première saison au poste de demi défensif où il inscrira 2 buts.

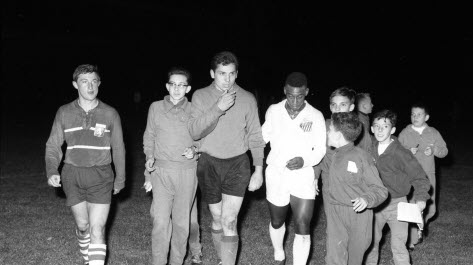
Lucien Degeorges aux côtés de Pelé après OL - Santos, le 9 Juin 1961

Le 9 Juin 1961, il joue un match inédit contre le FC Santos à Gerland, aux côtés de Pelé que les Lyonnais perdrons sur le score de 6-2.
Malgré une saison (1961-1962) difficile pour l'OL, 16ème du classement de D1, Degeorges va effectuer de très bonnes performances et joue un rôle important dans l'effectif.

Lucien Degeorges qui avec la tête, empêche le ballon de rentrer dans les buts lors du match aller de la finale de la coupe de France en 1963.

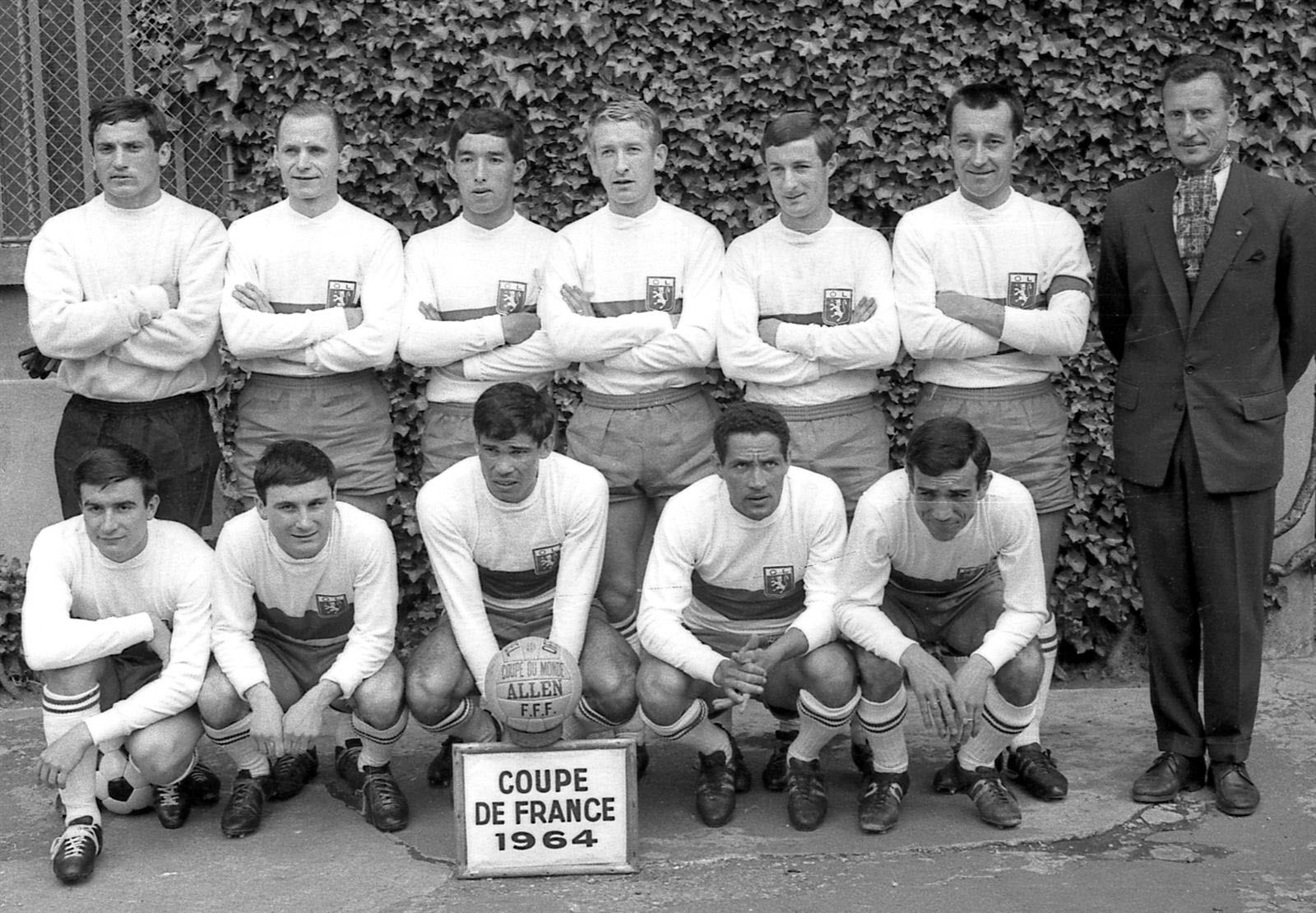
Photo équipe de l'OL en coupe de France 1964

La saison (1962-1963) suivante, Degeorges réalise une grande saison avec l'OL. Il a été finaliste de la coupe de France contre l'AS Monaco dans lequel il réalisa un sauvetage miraculeux de la tête qui empêcha l'ouverture du score monégasque. Le match se termina sur le score de 0-0 et les tirs au but n'existaient pas encore. Le match va par la suite être rejoué et les Lyonnais s'inclineront 2-0.
Lyon terminera 5ème de D1 et accrochera une place en C2.La saison 1963-1964 était doté de grands enjeux pour Degeorges. En effet, il est sélectionné pour disputer la coupe du monde militaire avec l’Équipe de France militaire, il doit prendre sa revanche en coupe de France et doit réaliser un bon parcours en coupe d'Europe. Et grâce à d'excellentes performances individuelles et collectives, tous ses objectifs vont être atteints. Tout d'abord, il va remporter la coupe de France contre Bordeaux sur le score de 2-0, c'est lui qui permettra à l'OL d'ouvrir le score en effectuant une passe millimétrée au buteur Nestor Combin.

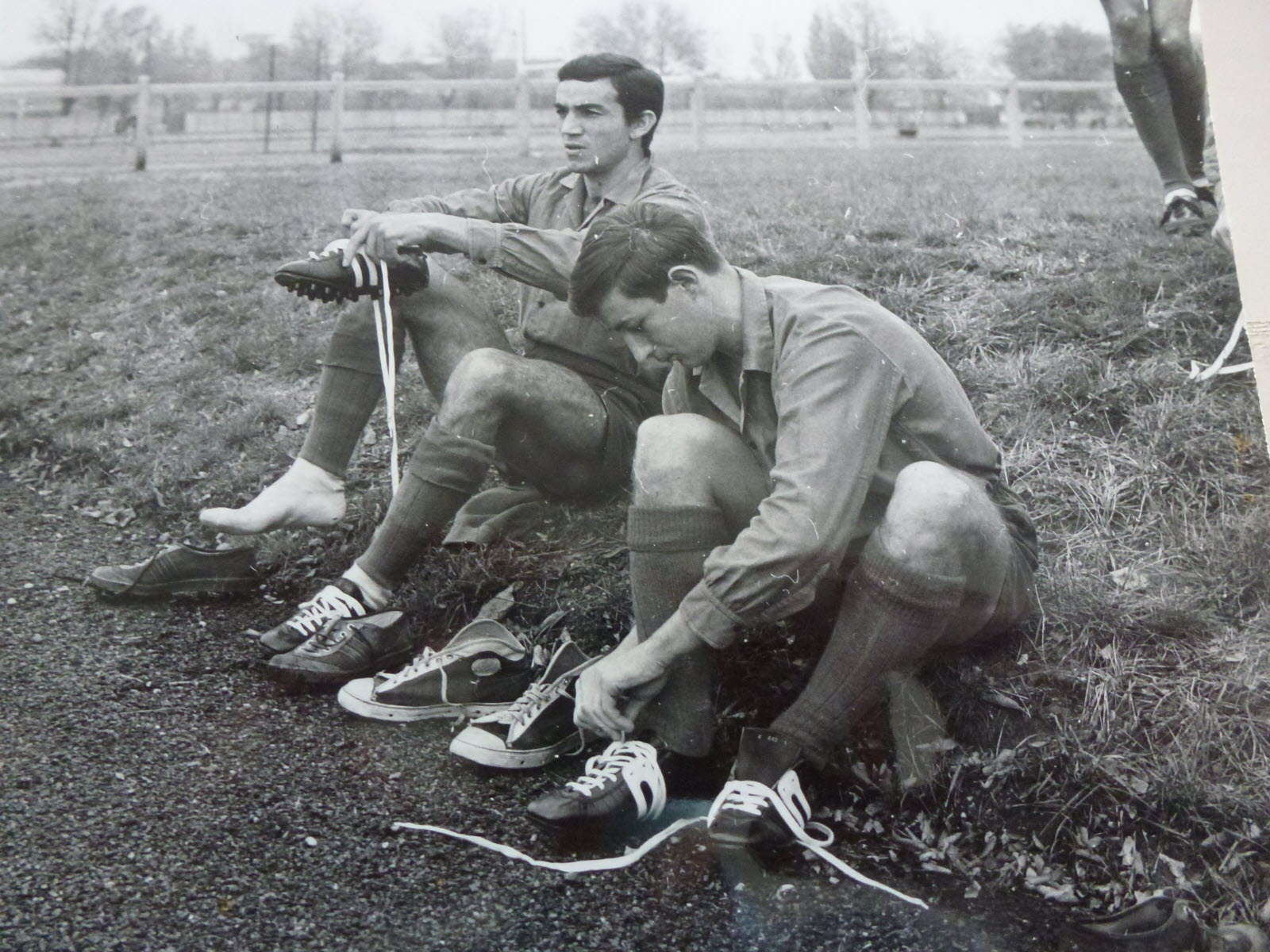
Lucien Degeorges assis a côté de Angel Rambert à l'entrainement.

Pour sa première expérience en coupe d'Europe, le bilan est satisfaisant. Les gones se feront éliminés en demi-finale contre le Sporting Portugal (0-0 ; 1-1 ; 0-1).
Ensuite, il remportera la coupe du monde militaire (championnat) avec l’Équipe de France militaire où la France termina sur la première place devant la Turquie et l'Allemagne.
Le départ de Nestor Combin impacta l'OL et ses performances collectives et Lyon termina en bas de classement durant les quatre années suivantes.
Mais Lyon va tout de même accrocher une place en finale en 1967 après 3 matchs nuls contre Angoulême, en demi-finale qui se terminera au pile ou face.
Degeorges et ses coéquipiers remporteront la finale contre Sochaux sur le score de 3-1.
Durant la saison, 1968-1969, Lucien Degeorges envisageait déjà sa reconversion, et en 1969, il mit un terme a sa carrière de footballeur et commença son stage d'expert comptable et deviendra par la suite membre de la DNCG.

## Palmarès
- Vainqueur de la Coupe de France en 1964[4] et 1967 (avec l'Olympique lyonnais)[5].
- Finaliste de la Coupe de France 1963 (avec l'Olympique lyonnais).
- Vainqueur de la coupe du monde militaire en 1964 (avec Équipe de France militaire de football).